# حي باب سويقة
حي باب سويقة هو أحد الأحياء الشعبية بمدينة تونس، وأطلق عليه اسم الباب الذي يفتح عليه وهو باب سويقة، ويوجد في القسم الشمالي الغربي من المدينة العتيقة.

## دور تاريخي
كان هذا الحي ذا حركية كبيرة خلال الفترة الاستعمارية، حيث اتخذه الوطنيون التونسيون معقلا لهم، إذ فتحوا فيه مكاتبهم ومقرات عملهم ومن بينهم الحبيب بورقيبة الذي فتح فيه مكتب محاماة، أصبح هو المقر الرسمي للحزب الحر الدستوري الجديد، وكذا صالح بن يوسف وغيرهما. كما كانت توجد به أشهر القاعات الفنية وهي صالة الفتح حيث كانت تقدم العروض الفنية المختلفة. وفي الثمانينات أحدث تغيير كبير على مورفولوجيا الحي بإقامة نفق للسيارات، بما خفض من حركيته المعهودة.

## من معالمه
ويوجد بحي باب سويقة عدد من المعالم الدالة:
- جامع سبحان الله وهو من الجالية الأندلسية التي استقرت بمدينة تونس بعد طردها من بلادها في القرن السابع عشر.[2]
- مزار سلطان مدينة تونس سيدي محرز بن خلف، حيث ضريحه.
- نزل العياشي المسمة شعبيا أوتيل العياشي، وهو من أقدم الفنادق التي كان يقصدها القادمون إلى مدينة تونس من داخل البلاد.
- مقر نادي الترجي الرياضي التونسي الذي يعرف بأنه نادي باب سويقة.

## إشارات مرجعية
1. ↑  "كافيشانطا أيام زمان في صالة الفتح خلال شهر رمضان المعظم". [وصلة مكسورة]
2. ↑  "جامع سبحان الله". مؤرشف من الأصل في 2016-03-06.